# Kalmarhemshuset
Kalmarhemshuset är ett affärs- och bostadshus vid Larmtorget i Kalmar, som ritades av Gösta Gerdsiö och uppfördes 1935 i funktionalistisk stil. Det inrymmer sedan 1968 huvudkontoret för det kommunala bostadsbolaget Kalmarhem och dess kundbutik.
Byggnaden har en fasad med gul slätputs och har fyra våningar, med den fjärde våningen indragen.